# Südliche Sporaden
Die Südlichen Sporaden sind eine Inselgruppe in der südöstlichen Ägäis. Zur Gruppe gehören einige Inseln vor der türkischen Mittelmeerküste, sämtliche Inseln der ehemaligen Präfektur Samos sowie die Inseln der ehemaligen Präfektur Dodekanes mit Ausnahme der Gemeinde Megisti.

## Siehe auch

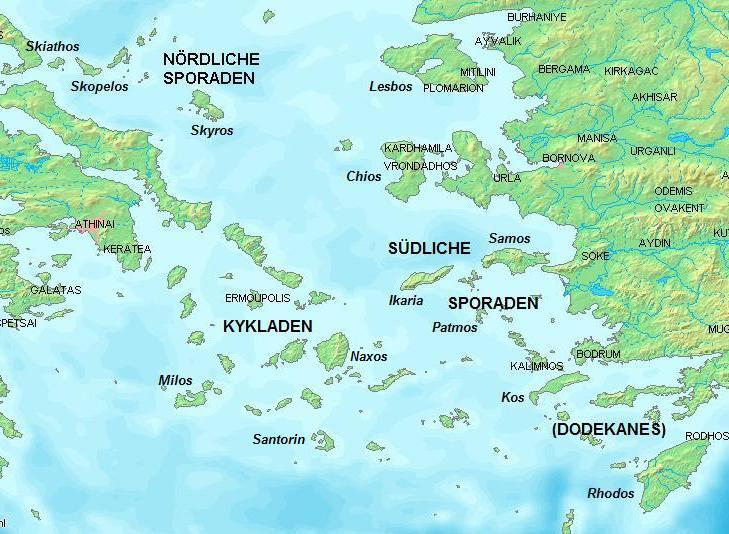
Karte der Ägäis mit südlichen Sporaden